# Vương quốc Malacca
Vương quốc Malacca (tiếng Mã Lai: Kesultanan Melaka, chữ Jawi: کسلطانن ملاک) hay Melaka là một vương quốc từng tồn tại ở Đông Nam Á, chịu ảnh hưởng của Hồi giáo, và do Parameswara thành lập năm 1402, đến năm 1511 thì bị người Bồ Đào Nha xâm chiếm.
Sử người Việt thời nhà Hậu Lê dùng tên Mã Lạt Gia (馬剌加) để chỉ Melaka.

## Hình thành
Từ cuối thế kỷ 14, sau các cuộc chiến giữa vương quốc Srivijaya ở đảo Sumatra và vương quốc Majapahit ở đảo Java. Vương quốc Srivijaya dần suy yếu, một hoàng tử của triều đình Srivijaya đã vượt eo biển sang lánh nạn ở bán đảo Mã Lai, tại đây ông đã cho thành lập thành phố Malacca ở đây.
Được thành lập vào năm 1404, Malacca có được một thế kỷ huy hoàng, vừa là một trung tâm thương mại lớn ở Đông Nam Á, vừa làm một trung tâm văn hoá của người Mã Lai nhờ vào lượng dân cư từ Palembang ở đảo Sumatra di cư sang. Trong thời kỳ này, nền văn hoá Mã Lai của Malacca được ngưỡng mộ và được ở nhiều nơi trên bán đảo và quần đảo, bao gồm cả miền bắc đảo Borneo

## Giai đoạn phát triển
Sự thành thạo về hàng hải và thương mại của người Mã Lai ở Malacca nhờ vào vị trí thuận lợi của nó, bao quát cả vùng eo biển, các vị quốc vương đã thiết lập các điều kiện an toàn và có hiệu quả cho các thương nhân trên đất liền và các tuyến đường biển gần đất liền. Sự cạnh tranh các cảng đối thủ trong khu vực đã bị hút về Malacca, ở đỉnh cao sức mạnh - vương quốc Malacca đã kiểm soát cả bán đảo xa về phía bắc giáp với vương quốc Ayutthaya của người Xiêm, quần đảo Riau Lingga và phần lớn bờ biển đông đảo Sumatra
Được sự ủng hộ của nhà Minh - Trung Quốc, Malacca có được vị thế cân bằng với hai cường quốc láng giềng là Ayutthaya ở phía bắc và vương quốc Majapahit của người Java ở phía đông nam. Một cộng đồng người Hoa nhanh chóng định cư ở đây và trở thành một nét đặc trung của xã hội Malacca, biến người Hoa trở thành một phần lịch sử của Malaysia ngay từ khi mới hình thành

### Ảnh hưởng của Hồi giáo
Vào khoảng đầu thế kỷ 15, quốc vương Malacca đã chấp nhận Đạo Hồi bởi các thương nhân A Rập đến đây định cư và buôn bán, sự chấp nhận đạo hồi đã góp phần cho sự thành công của thành phố, biến nó thành nơi đến ưa thích của các thương nhân A Rập và Hồi giáo ở Ấn Độ, mặc dù đã có một vài nơi trong vùng như Brunei, Aceh, Sulu cùng được hồi giáo hoá, nhưng sự chấp nhận hồi giáo là quốc giáo của Malacca đã châm ngòi cho việc hồi giáo hoá toàn bán đảo Mã Lai và các quần đảo Sumatra, Borneo, Java,...nhờ vào ảnh hưởng từ Malacca

## Vương quốc Malacca sụp đổ
Thời kỳ vàng son của Malacca chấm dứt vào tháng 8 năm 1511 khi những đạo quân Bồ Đào Nha vây hãm thành phố, thành phố chính thức trở thành thuộc địa của người Bồ Đào Nha, tuy nhiên người Bồ Đào Nha chỉ quan tâm và kiểm soát thành phố, còn các khu vực khác thuộc quyền kiểm soát của vương quốc trước đây vẫn tự kiểm soát các lãnh địa của mình và dần hình thành các tiểu quốc nhỏ, mà trong đó mạnh nhất là tiểu quốc Johor ở phía nam bán đảo

## Các vị vua
Vương triều Malacca kéo dài từ 1405 đến 1511, hơn 100 năm với 6 vị vua
1. Paramesvara (1405 - 1414)
2. Megat Iskandar Shah (1414 - 1424)
3. Muhammad Shah (1425 - 1444)
4. Abu Syahid Shah (1444 - 1446)
5. Muzaffar I Shah (1447 - 1459)
6. Mansur I Shah (1460 - 1476)
7. Alauddin Riayat I Shah (1477 - 1487)
8. Mahmud I Shah (1488 - 1511)
9. Ahmad Shah (1511-1513)
10. Mahmud I Shah (1513 - 1528)

Các tể tướng (bedahara):
1. Tun Perpatih Besar (1403 - ?)
2. Tun Perpatih Tulus
3. Tun Perpatih Sedang (? - 1445)
4. Tun Ali (1445 - 1456)
5. Tun Perak (1456 - 1498)
6. Tun Perpatih Putih (1498 - 1500)
7. Tun Mutahir (1500 - 1510)
8. Paduka Tuan (1510 - 1513)